# Karelsroute

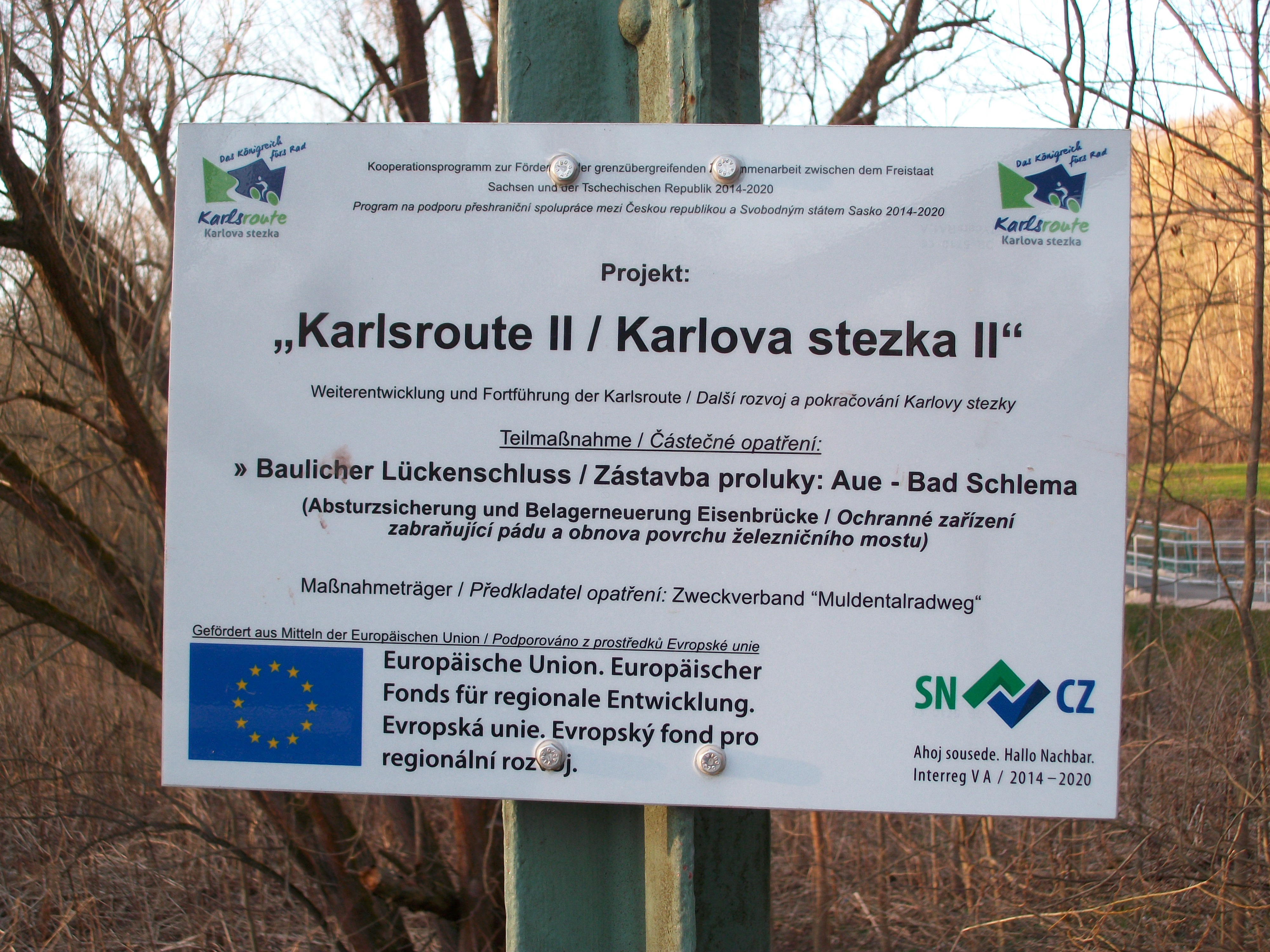

De Karelsroute, Karlsroute (Duits) of Karlova stezka (Tsjechisch) is een langeafstandsfietsroute in Duitsland en Tsjechië. De bewegwijzerde route is 60 kilometer lang (160 kilometer met de zijroutes erbij) en loopt van Aue tot Karlovy Vary. De route werd gecreëerd in 2012.